# Hamish Bennett
Hamish Bennett (ur. 19 czerwca 1932 w Glasgow, zm. 1 sierpnia 2013) – urodzony w Szkocji amerykański brydżysta.

## Wyniki brydżowe

### Zawody światowe
W światowych zawodach zdobył następujące lokaty:
| Mistrzostwa Świata. Konkurencja teamów | Mistrzostwa Świata. Konkurencja teamów | Mistrzostwa Świata. Konkurencja teamów | Mistrzostwa Świata. Konkurencja teamów | Mistrzostwa Świata. Konkurencja teamów | Mistrzostwa Świata. Konkurencja teamów |
| Rok                                    | Miejsce                                | Zawody                                 | Kategoria                              | Drużyna                                | Pozycja                                |
| -------------------------------------- | -------------------------------------- | -------------------------------------- | -------------------------------------- | -------------------------------------- | -------------------------------------- |
| 2010                                   | Filadelfia                             | 13. Seria Mistrzostw Świata            | Open                                   | Bennett                                | 81                                     |
| 2002                                   | Montreal                               | 11. Mistrzostwa Świata                 | Seniorzy                               | Kniest                                 | 20                                     |
| 2000                                   | Southampton                            | 34. Mistrzostwa Świata Teamów          | Trans                                  | Simpson                                | 23                                     |
| 1998                                   | Lille                                  | 10. Mistrzostwa Świata                 | Seniorzy                               | Bennett                                | 14                                     |
| 1994                                   | Albuquerque                            | 9. Mistrzostwa Świata                  | Seniorzy                               | Cohen                                  | 4                                      |

| Mistrzostwa Świata. Konkurencja par | Mistrzostwa Świata. Konkurencja par | Mistrzostwa Świata. Konkurencja par | Mistrzostwa Świata. Konkurencja par | Mistrzostwa Świata. Konkurencja par | Mistrzostwa Świata. Konkurencja par |
| Rok                                 | Miejsce                             | Zawody                              | Kategoria                           | Partner                             | Pozycja                             |
| ----------------------------------- | ----------------------------------- | ----------------------------------- | ----------------------------------- | ----------------------------------- | ----------------------------------- |
| 2010                                | Filadelfia                          | 13. Mistrzostwa Świata              | Seniorzy                            | Gene Simpson                        | 40                                  |
| 2002                                | Montreal                            | 11. Mistrzostwa Świata              | Seniorzy                            | Gene Simpson                        | 12                                  |
| 2002                                | Montreal                            | 11. Mistrzostwa Świata              | Miksty                              | Frances Dickman                     | 11                                  |
| 1998                                | Lille                               | 10. Mistrzostwa Świata              | Miksty                              | D Shlannon                          | 171                                 |
| 1994                                | Albuquerque                         | 9. Mistrzostwa Świata               | Seniorzy                            | Fred Hamilton                       | 1                                   |

## Klasyfikacja
- Hamish Bennett – klasyfikacja WBF (ang.)